# Papusza (ścieżka dźwiękowa)
Papusza – ścieżka dźwiękowa filmu o tym samym tytule w reżyserii Krzysztofa Krauze i Joanny Kos-Krauze. Album ma formę drukowaną i składa się z dwóch płyt kompaktowych - pierwsza to 10 kompozycji Jana Kantego Pawluśkiewicza, na drugiej płycie zebrano archiwalne nagrania Polskiego Radia z wypowiedziami Papuszy, jej niektóre wiersze i muzyka zagrana przez męża poetki, Dionizego Wajsa. Jan Kanty Pawluśkiewicz otrzymał nagrodę za muzykę do "Papuszy" podczas 38. Festiwalu Polskich Filmów Fabularnych w Gdyni.

## Lista utworów

### CD1
Wszystkie utwory skomponował Jan Kanty Pawluśkiewicz.
| 1.  | "Syr terné ćhajá" Romani Bath pod dyr. Jana Kantego Pawluśkiewicza | 3:11  |
|     | |       |
| 2.  | "Kicý bidy i bokhá" Elżbieta Towarnicka, Kayah, Romani Bath sł. Bronisława Wajs 'Papusza' | 2:55  |
|     | |       |
| 3.  | "Jasfá i sabén" Romani Bath pod dyr. Jana Kantego Pawluśkiewicza | 2:23  |
|     | |       |
| 4.  | "Oj, syr šukár te dźivéł" Romani Bath pod dyr. Jana Kantego Pawluśkiewicza | 3:31  |
|     | |       |
| 5.  | "Apré bolibén ćerheńá rakirén" Romani Bath pod dyr. Jana Kantego Pawluśkiewicza | 2:38  |
|     | |       |
| 6.  | "Khám, sovnakuné romano dadoró" Romani Bath pod dyr. Jana Kantego Pawluśkiewicza | 3:38  |
|     | |       |
| 7.  | "Paramiśá čy ćaćo?" Romani Bath pod dyr. Jana Kantego Pawluśkiewicza | 1:56  |
|     | |       |
| 8.  | "Kicý bidy i bokhá!" Elżbieta Towarnicka, Orkiestra i Chór Polskiego Radia w Krakowie, dyrygent Wojciech Michniewski, przygotowanie chóru Małgorzata Orawska sł. Bronisława Wajs 'Papusza'                          | 4:13  |
|     | |       |
| 9.  | "Jamé na kamás barvalipená" Gwendolyn Bradley, Andrzej Biegun oraz Orkiestra i Chór Polskiego Radia w Krakowie, dyrygent Wojciech Michniewski, przygotowanie chóru Małgorzata Orawska sł. Bronisława Wajs 'Papusza' | 5:48  |
|     | |       |
| 10. | "Tradén romá" Elżbieta Towarnicka, Andrzej Biegun oraz Orkiestra i Chór Polskiego Radia w Krakowie, dyrygent Wojciech Michniewski, przygotowanie chóru Małgorzata Orawska sł. Bronisława Wajs 'Papusza'             | 4:36  |
|     | |       |
|     | | 34:49 |
|     | |       |

### CD2
| 1. | "Bronisława Wajs - Papusza" nagrania Polskiego Radia. Bronisława Wajs - Papusza opowiada o sobie, swojej twórczości i codziennym życiu. Fragmenty wypowiedzi Bronisławy Wajs - Papuszy oraz muzyki w wykonaniu Dionizego Wajsa, jej męża, pochodzą z audycji radiowych zrealizowanych dla Polskiego Radia w latach 1959-1979 | 32:14 |
|    | |       |
|    | | 32:14 |
|    | |       |

## Twórcy
- Zespół ROMANI BATH:
  - Joanna Gruszka - skrzypce; przygotowanie muzyczne zespołu
  - Józef Gruszka - kontrabas
  - Gracjan Paczkowski - gitara
  - Stanisław Siwak - akordeon
- Tomasz Pstrokoński-Nawratil - altówka
- Krzysztof Waloszczyk - harfa
- Artur Lesicki - gitara
- Robert Kamalski - klarnet
- Dariusz Kaliszuk - instrumenty perkusyjne
- Adam Paczkowski - kierownictwo zespołu
- Paweł Zając - realizacja nagrań w Studio Nagrań ECHO w Świętej Katarzynie k/Wrocławia (utwory 1,3-7); Kościół oo. Augustianów św. Katarzyny w Krakowie (utwory 8-10)
- producent wydawniczy - Robert Kijak, Małgorzata Skowrońska
- opieka redakcyjna - Joanna Cieślewska, Wiktor Czajkowski
- korekta - Danuta Sabała
- zdjęcia - Krzysztof Ptak, Wojciech Staroń, Maciej Zienkiewicz, Krzysztof Kuczyk, Piotr Porębski, Narodowe Archiwum Cyfrowe/Archiwum Elżbiety Ficowskiej
- opracowanie graficzne - Elżbieta Wastkowska